# Раутаваара
Раутаваара (фін. Rautavaara) — громада в провінції Північне Саво, губернія Східна Фінляндія, Фінляндія . Загальна площа території — 1 234,96 км, з яких 85 км — вода. 

## Демографія
На 31 січня 2011 в громаді Раутаваара проживало 1864 чоловік: 1018 чоловіків і 846 жінок. 
Фінська мова є рідною для 99,63% жителів, шведська — для 0%. Інші мови є рідними для 0,37% жителів громади. 
Віковий склад населення: 
- до 14 років — 10,84%
- від 15 до 64 років — 58,1%
- від 65 років — 31,49%

Зміна чисельності населення за роками:  
| Рік  | Чисельність |
| ---- | ----------- |
| 1980 | 3468        |
| 1990 | 2977        |
| 2000 | 2377        |
| 2010 | 1872        |
| 2011 | 1864        |